# قاعدة دخان / تميم الجوية
قاعدة دخان / تميم الجوية هي قاعدة جوية جديدة بُنيت للقوات الجوية القطرية في عام 2018 بالقرب من دخان. سُميت المنشأة تكريمًا لأمير قطر تميم بن حمد آل ثاني. وتعد ثالث وأحدث قاعدة جوية في قطر.
تسلمت القاعدة الجوية فوج يتكون من خمس مقاتلات من داسو رافال في يونيو 2019، على الرغم من أن القاعدة لم تكن تعمل بشكل كامل في ذلك الوقت.